# Јоже Керенчич
Коже Керенчич Јанко (Јастребци, код Орможа, 9. март 1913 — Марибор, 27. децембар 1941) био је учесник Народноослободилачке борбе и народни херој Југославије.

## Биографија
Рођен је 9. марта 1913. године у селу Јастребци, код Орможа. Потицао је из имућне земљорадничке породице, али је пошто је његов отац Јоже био инвалид из Првог светског рата и неспособан за рад, породица је живела тешко.
Основну школу је завршио у Когу, а нижу гимназију и Учитељску школу у Марибору. Као ученик Учитељске школе прикључио се револуционарном омладинском покрету и постао члан тада илегалног Савеза комунистичке омладине Југославије (СКОЈ). Након завршетка школовања није могао да добије учитељску службу, па је 1933. уписао на Универзитет у Љубљани и 1937. дипломирао филозофију и педагогику.
Током студија се истицао радом у академском клубу Њива, у којем су се окупљали револуционарни студенти, пореклом са села. У то време је примљен у чланство илегалне Комунистичке партије Југославије (КПЈ). Због револуционарне делатности први пут је ухапшен 1934, али је због недостатка доказа био пуштен. Године 1935. је говорио на народном збору у Љутомеру. Жандарми ми су тада, у намери да растуре збор, пуцали на њега, али су погодили земљорадника Алојза Маврича, који му је придржавао бицикл. Због неслагања с руководством Комунистичке партије Словеније о неким питањима сарадње с опозицијом и односа према сељаштву 1937. је био искључен из Комунистичке партије.
Истицао се као напредни писац и публициста. Објављивао је текстове и студије у којима је обрађивао сељачко питање и парадоксалну ситуацију у којој се налазио као незапослен учитељ — с једне стране владала је незапосленост великог броја учитеља, а с друге стране било је много деце која не похађају школу, јер нема учитеља. Писао је и кратке литерарне текстове социјалне тематике. У жељи да сачувају његов роман са социјалном тематиком, његова браћа су га за време рата закопали, али га више нису могли пронаћи. У Марибору су 1967. године објављени његови изабрани радови, под називом Родна кућа.
Пошто ни после завршеног факултета није могао да добије службу, за живот је зарађивао сарадњом у разним листовима и ревијама, а извесно време је ради као писар у општини Песница, код Марибора. Године 1939. служио је војску у Сарајеву, где је завршио Школу резервних официра и постао резервни потпоручник. У јесен 1940. године запослио се као професор у Грађанској школи у Горњој Радгони, где се оженио учитељицом Маријом Хоснар, кћерком избеглице из Словеначког приморја.
Након војног пуча у Београду, марта 1941, као резервни официр позван је у Југословенску војску и одређен у јединицу која је заузела положај на Драви, у близини Руја. Пошто је у Априлском рату дошло до брзог расула Југословенске војске, Јоже је распустио своју јединицу и војнике послао кућама, како би избегли заробљавање. Након окупације Југославије, заједно са супругом и три месеца старом ћерком, вратио су у родно село. Иако није био члан Комунистичке партије, као комуниста и антифашиста, почео је да ради против окупаторских власти. Одржавао је везе са разним људима, за које је знао да су антифашистички расположени.
Након напада на Совјетски Савез, 22. јуна 1941, као познати комуниста прешао је у илегалу и на тај начин избегао хапшење. Како није успео да успостави везу са Комунистичком партијом, самоиницијативно је формирао групу, која се звала Липа и која је окупљала антифашистички расположене људе и припрема акције против окупатора. Често је одлазио код стрица Антона Керенчича, коју је у селу Песница, код Марибора, држао познату гостионицу, у којој су долазили многи посетиоци, због чега је била погодна за одржавање веза.
Полиција је преко једног доушника успела да открије његове намере, након чега га је 17. новембра 1941. на превару ухапсила у Песници. Јоже је био лажно обавештен да га на разговор позива сеоски кмет, али је на путу ка њему ухапшен. Током истраге у полицији био је мучен, али није хтео одати никога од својих сарадника, због чега је убрзо 27. децембра 1941. стрељан у дворишту Суда у Марибору. Заједно са њим стрељан је његов млађи врат Алојз (1920—1941) и још 38 талаца, међу којима четворица нису имали ни осамнаест година. Затвореници су успели да сачувају његово опроштајно писмо, у коме је изражавао веру у коначну победу.
Указом председника ФНР Југославије Јосипа Броза Тита, 27. новембра 1953. године, проглашен је за народног хероја.
Поред Јожета и његовог брата Алојза, у току Народноослободилачког рата страдала је и породица његовог стрица Антона Керенчича из Песнице. Стриц Антон (1884—1945) убијен је ануара 1945. у логору Дахау, док су двојица његових синова Звонко (1926—1944) и Јоже Керенчич Иво (1923—1944) погинули су као партизански борци у јесен 1944. године. На самом крају рата, априла 1945. убијена је од немачког окупатора и његова ћерка Марица Керенчич Јелка (1927—1945), секретар Месног комитета СКОЈ-а за Марибор.